# ذهبي العين
ذهبيّ العين (الاسم العلمي: Bucephala) (بالإنجليزية: Goldeneye)‏، هو جنس من الطيور يتبع أسرة البلقشاوات ضمن الفصيلة البطية من رتبة الإوزيات. تحتوي على ثلاثة أنواع.

## أنواع
- ذهبي العين الشائع (الاسم العلمي: Bucephala clangula)
- ذهبي العين بارو (الاسم العلمي: Bucephala islandica)
- زغباء الرأس (الاسم العلمي: Bucephala albeola)